# Joueur de deuxième base
 (août 2024).
Si vous disposez d'ouvrages ou d'articles de référence ou si vous connaissez des sites web de qualité traitant du thème abordé ici, merci de compléter l'article en donnant les références utiles à sa vérifiabilité et en les liant à la section « Notes et références ».
Deuxième but
Un joueur de deuxième base (2B ou deuxième but au Québec) est un joueur positionné entre la première et la deuxième base sur un terrain de baseball. Les principales qualités requises pour évoluer à cette position sont la rapidité des mains et des pieds. Il n'est pas nécessaire d'avoir de la force dans les bras.
La rapidité des mains est nécessaire afin de relayer la balle à l'arrêt-court dans le cadre d'un double jeu. Pour ce qui est de la rapidité des pieds, cette habileté est constamment requise car le joueur de deuxième base doit se déplacer abondamment. Il doit notamment couvrir la deuxième base lorsque la balle est frappée du côte gauche du terrain, couvrir la première base lors d'un amorti et se déplacer vers le champ extérieur pour recevoir un relai du champ droit ou du champ centre lorsque la balle a été frappée à ces derniers.
Les joueurs de deuxième base ne sont pas toujours sélectionnés pour la qualité de frappe, parce que c'est une position difficile. Les joueurs sont parfois blessés par les coureurs qui avancent vers la 2e base. Principalement, le joueur de deuxième base doit attraper la balle frappée en l'air, attraper la balle frappée sur le terrain et la lancer au joueur de première base. S'il un autre coureur sur les bases, il y a la possibilité d'un double jeu. Les joueurs de deuxième base sont presque toujours des droitiers, sinon le joueur devrait se tourner pour lancer la balle au premier but. 

## Joueurs de deuxième base au temple de la renommée

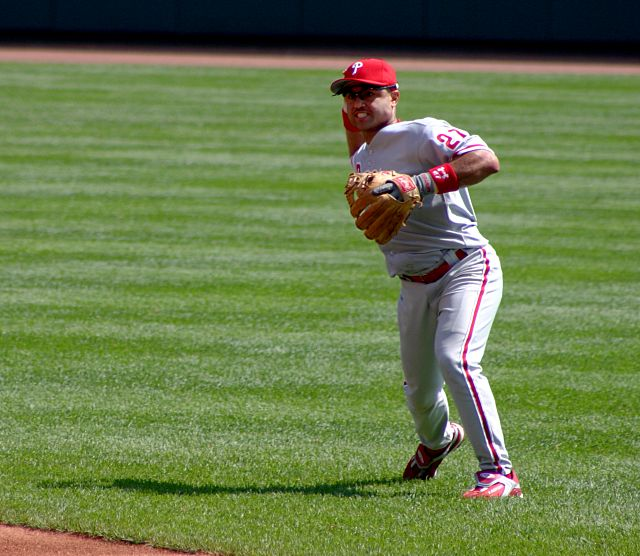
Plácido Polanco des Phillies de Philadelphie lance la balle au premier but

- Roberto Alomar
- Craig Biggio
- Rod Carew
- Eddie Collins
- Bobby Doerr
- Johnny Evers
- Nellie Fox
- Frankie Frisch
- Charlie Gehringer
- Frank Grant
- Billy Herman
- Rogers Hornsby
- Nap Lajoie
- Tony Lazzeri
- Bill Mazeroski
- Bid McPhee
- Joe Morgan
- Jackie Robinson
- Ryne Sandberg
- Red Schoendienst

## Autres joueurs notoires
- José Altuve
- Bobby Avila
- Bret Boone
- Omar Infante
- Jeff Kent
- Bobby Lowe
- Dustin Pedroia
- Bobby Richardson
- Pete Rose
- Alfonso Soriano
- Johnny Temple
- Manny Trillo
- José Vidro
- Lou Whitaker
- Frank White
- Fernando Viña